# Station Guttersrud
Station Guttersrud (Noors: Guttersrud holdeplass) is een halte in Guttersrud in de gemeente Fet in fylke Viken in Noorwegen. De halte, gelegen langs Kongsvingerbanen, dateert uit 1932. In 2013 werd Guttersrud geheel buiten gebruik genomen.